# Yamil Cortés
Yamil Patricio Cortés Cortés (n. Chañaral, Región de Atacama, Chile, 1 de febrero de 1990) es un exfutbolista chileno que jugó como delantero.

## Trayectoria
Fue ascendido el año 2007 por el técnico de ese entonces en la Universidad de Chile, Salvador Capitano. No había tenido la oportunidad de debutar por el primer equipo, al extremo que en el 2009 afirmó que si no tenía continuidad dejaría el fútbol y se dedicaría a sus estudios. El año 2011 va a prueba a Ñublense. Finalmente, el ariete no pasa la prueba y se devuelve a la U para analizar su estado. El segundo semestre de 2011 ficha por Magallanes y debuta frente a su ex-club Universidad de Chile en un duelo por la Copa Chile.

## Clubes
| Club                 | País  | Año       |
| -------------------- | ----- | --------- |
| Universidad de Chile | Chile | 2007-2011 |
| Magallanes           | Chile | 2011      |
| Deportes Valdivia    | Chile | 2012      |
| Deportes La Serena   | Chile | 2012-2014 |

## Palmarés
| Título           | Club                 | País  | Año    |
| ---------------- | -------------------- | ----- | ------ |
| Primera División | Universidad de Chile | Chile | 2009-A |
| Primera División | Universidad de Chile | Chile | 2011-A |